# Aloe elegans
Aloe elegans là một loài thực vật có hoa trong họ Măng tây. Loài này được Tod. mô tả khoa học đầu tiên năm 1880.